# Dupont (Pennsilvània)
Dupont és una població dels Estats Units a l'estat de Pennsilvània. Segons el cens del 2000 tenia 2.719 habitants.

## Demografia
Segons el cens del 2000, Dupont tenia 2.719 habitants, 1.228 habitatges, i 789 famílies. La densitat de població era de 690,7 habitants per quilòmetre quadrat.
Dels 1.228 habitatges en un 18,9% hi vivien nens de menys de 18 anys, en un 46,7% hi vivien parelles casades, en un 13,4% dones solteres, i en un 35,7% no eren unitats familiars. En el 32,6% dels habitatges hi vivien persones soles el 17,8% de les quals corresponia a persones de 65 anys o més que vivien soles. El nombre mitjà de persones vivint en cada habitatge era de 2,21 i el nombre mitjà de persones que vivien en cada família era de 2,79.
Per edats la població es repartia de la següent manera: un 15,9% tenia menys de 18 anys, un 6,3% entre 18 i 24, un 26,9% entre 25 i 44, un 24,5% de 45 a 60 i un 26,4% 65 anys o més.
L'edat mediana era de 46 anys. Per cada 100 dones de 18 o més anys hi havia 84,3 homes.
La renda mediana per habitatge era de 32.317 $ i la renda mediana per família de 39.250 $. Els homes tenien una renda mediana de 28.431 $ mentre que les dones 26.250 $. La renda per capita de la població era de 17.042 $. Entorn del 4% de les famílies i el 6,2% de la població estaven per davall del llindar de pobresa.

## Poblacions més properes
El següent diagrama mostra les poblacions més properes.